# 지구촌 뉴스
《지구촌 뉴스》(GLOBAL NEWS)는 대한민국 KBS 2TV에서 평일 오전 10시 40분에 방송되었던 한국방송공사의 아침 국제뉴스 프로그램이었다.

## 방송 시간
| 방송 채널 | 방송 기간                           | 방송 시간                              | 비고   |
| --------- | ----------------------------------- | -------------------------------------- | ------ |
| KBS 2TV   | 2000년 5월 1일 ~ 2001년 4월 27일    | 평일 오전 10시 40분 ~ 11시 (20분)      |        |
| KBS 2TV   | 2002년 4월 22일 ~ 2003년 10월 31일  | 평일 오전 10시 40분 ~ 11시 (20분)      | [ 1 ]  |
| KBS 2TV   | 2005년 10월 31일 ~ 2009년 12월 31일 | 평일 오전 10시 40분 ~ 11시 (20분)      | [ 2 ]  |
| KBS 2TV   | 2015년 7월 6일 ~ 2023년 12월 22일   | 평일 오전 10시 40분 ~ 11시 (20분)      | [ 3 ]  |
| KBS 2TV   | 2001년 4월 30일 ~ 2001년 11월 2일   | 평일 오전 11시 15분 ~ 11시 35분 (20분) | [ 4 ]  |
| KBS 2TV   | 2001년 11월 5일 ~ 2002년 4월 19일   | 평일 오전 11시 ~ 11시 20분 (20분)      | [ 5 ]  |
| KBS 2TV   | 2010년 1월 4일 ~ 2011년 11월 4일    | 평일 오전 11시 ~ 11시 20분 (20분)      | [ 6 ]  |
| KBS 2TV   | 2003년 11월 3일 ~ 2005년 10월 28일  | 평일 오전 10시 30분 ~ 10시 50분 (20분) | [ 7 ]  |
| KBS 2TV   | 2011년 11월 7일 ~ 2013년 12월 27일  | 평일 오전 10시 50분 ~ 11시 10분 (20분) | [ 8 ]  |
| KBS 2TV   | 2015년 4월 6일 ~ 2015년 7월 3일     | 평일 오전 10시 50분 ~ 11시 10분 (20분) | [ 9 ]  |
| KBS 2TV   | 2013년 12월 30일 ~ 2014년 10월 31일 | 평일 오전 10시 50분 ~ 11시 15분 (25분) | [ 10 ] |
| KBS 2TV   | 2014년 11월 3일 ~ 2015년 4월 3일    | 평일 아침 8시 40분 ~ 9시 (20분)        | [ 11 ] |

## 코너
| 코너명        | 진행자            |
| ------------- | ----------------- |
| 지구촌 돋보기 | 박태원 아나운서   |
| 지구촌 포토   |                   |
| 지구촌 더뉴스 | 박태원 아나운서   |
| 지구촌 날씨   | 이설아 기상캐스터 |
| 클로징        | 박태원 아나운서   |

### 지구촌 돋보기
해외 관련 기사 하나를 골라 보도하는 코너. 본래 명칭은 지구촌 세계창이었으나 2018년 9월 17일부터 2022년 2월 18일까지 지구촌 IN으로 변경되었으며, 2022년 2월 21일부터 지구촌 돋보기로 변경되었다.

### 지구촌 포토
해외에서 화제가 되는 사진을 보여주는 코너. 본래 명칭은 지구촌 화제 영상이었으며, 해외에서 화제가 되는 영상을 보여주었으며, 같은 날 KBS 글로벌 24에서 글로벌 브리핑으로 재방송되었으나 2018년 9월 17일부터 현재의 지구촌 포토로 변경되었으며, 2020년 6월 25일까지 같은 날 KBS 글로벌 24에서 글로벌 카드뉴스로 재방송되었다.

### 지구촌 더뉴스
국제 단신뉴스 코너. 같은 날 KBS 뉴스라인 W에서 글로벌 브리핑으로 재방송된다. 본래 명칭은 글로벌 브리핑이었으나 2018년 9월 17일부터 2022년 2월 18일까지의 지구촌 TALK로 변경되었으며, 2022년 2월 21일부터 지구촌 더뉴스로 변경되었다.

### 지구촌 날씨
국제 일기예보 코너.

## 앵커
| 역대 | 앵커                                         | 진행 기간                          | 비고          |
| ---- | -------------------------------------------- | ---------------------------------- | ------------- |
| 1대  | 한상권(21기) 아나운서                        | 2000년 5월 1일 ~ 2001년 11월 2일   | [ 13 ] [ 14 ] |
| 2대  | 백정원 아나운서실 라디오팀장                 | 2001년 11월 5일 ~ 2002년 10월 25일 |               |
| 3대  | 성기영(18기) 아나운서                        | 2002년 10월 28일 ~ 2004년 6월 30일 | [ 16 ]        |
| 4대  | 김지윤(28기) 아나운서                        | 2004년 7월 1일 ~ 2006년 3월 31일   |               |
| 5대  | 고민정(30기) 前 아나운서                     | 2006년 4월 3일 ~ 2007년 4월 27일   |               |
| 6대  | 박사임 아나운서                              | 2007년 4월 30일 ~ 2008년 3월 28일  |               |
| 7대  | 윤수영(31기) 아나운서                        | 2008년 3월 31일 ~ 2008년 11월 14일 | [ 21 ]        |
| 8대  | 최동석(30기) 前 아나운서실 아나운서 1부 팀장 | 2008년 11월 17일 ~ 2009년 4월 17일 |               |
| 9대  | 김재홍(31기) 아나운서                        | 2009년 4월 20일 ~ 2013년 4월 5일   |               |
| 10대 | 김희수(28기) 아나운서                        | 2013년 4월 8일 ~ 2013년 10월 18일  |               |
| 11대 | 김윤지(29기) 前 아나운서                     | 2013년 10월 21일 ~ 2015년 1월 2일  |               |
| 12대 | 오언종 아나운서                              | 2015년 1월 5일 ~ 2016년 4월 22일   |               |
| 13대 | 김기만(27기) 아나운서실 차장                 | 2016년 4월 25일 ~ 2018년 9월 14일  | [ 26 ] [ 27 ] |
| 14대 | 조항리(39기) 아나운서                        | 2018년 9월 17일 ~ 2020년 9월 29일  | [ 29 ]        |
| 15대 | 박태원(30기) 아나운서실 아나운서 1부 팀장    | 2023년 2월 10일 ~ 2023년 12월 22일 | [ 30 ]        |

## 결방 사유 및 편성 변경
2023년
- 7월 25일 : 여자 월드컵 H조예선 《대한민국 VS 콜롬비아》 중계방송으로 인한 결방

## 타이틀 변천사
| 대수 | 타이틀      | 방송 기간                         |
| ---- | ----------- | --------------------------------- |
| 1기  | 지구촌 뉴스 | 2000년 5월 1일 ~ 2023년 12월 22일 |

## 같이 보기
- KBS 뉴스월드 (종영)
- KBS 월드뉴스 (종영)
- KBS 글로벌 24 (종영)
- KBS 월드 24 (방영)
- 지구촌 리포트 (종영) (MBC TV)
- MBC 월드리포트 (종영) (MBC TV)